# Aeroporto Internacional de Entebbe
O Aeroporto Internacional de Entebbe (em inglês: Entebbe International Airport) é um aeroporto internacional localizado na cidade de Entebbe, que serve também a cidade de Campala, capital de Uganda, sendo o princpal aeroporto do país. Em 2015 começou um plano de expansão do aeroporto.